# Prinia
Prinia là một chi chim trong họ Cisticolidae.